# Grown-Up Christmas List
Grown-Up Christmas List, parfois intitulé My Grown-Up Christmas List (français : Ma liste de Noël d'adulte) , est une chanson de Noël composée par David Foster et écrite par Linda Thompson-Jenner.

## Version de Luis Miguel

### Contexte
Beaucoup d'artistes tels que Frank Sinatra, Elvis Presley, Paul Anka, Whitney Houston ou encore Nat King Cole ont inclus dans leurs enregistrements des albums sur le thème de Noël. Luis Miguel après s'être aventuré dans des styles musicaux aussi variés que la pop latine, le boléro, le R&B ou les ballades, a présenté en décembre 2006 son premier album avec un thème de Noël sous le titre générique Navidades. L'album contient des classiques de Noël dans la tonalité des ballades et combine le jazz typique des big bands avec l'adaptation et l'interprétation de classiques anglo-saxons en espagnol.

### Accueil
Mi humilde oración, la version en espagnol de Grown-Up Christmas List, est le deuxième single de l'album Navidades. Elle raconte l'histoire d'un adulte qui ne demande rien au Père Noël, si ce n'est la paix pour l'humanité. La chanson a été écrite par Linda Thompson-Jenner et composée par David Foster.
, rédacteur d'AllMusic, a une critique plutôt négative de la performance de Luis Miguel, se demandant pourquoi il veut être un chanteur de jazz et disant que « Miguel dans un costume de Père Noël bon marché brandissant un verre de whisky et une cigarette entre ses lèvres est peut-être une publicité plus véridique que la photo à la bougie qui orne en fait la couverture ».

## Autres versions
Grown-Up Christmas List a été enregistrée à l'origine par Foster, avec Natalie Cole au chant, pour son album River of Love, sorti en 1990, et une seconde version similaire sur son album de Noël, The Christmas Album, sorti en 1993.
En 1992, Amy Grant a enregistré une version pour son deuxième album de Noël, Home for Christmas. La version de Grant comportait un couplet supplémentaire qu'elle avait elle-même écrit. Sa maison de disques de l'époque, A&M Records, a fait la promotion de la chanson en tant que deuxième single de l'album, et elle a été largement diffusée à la radio.
La chanteuse québécoise Ginette Reno a enregistré la version française « Ma liste de Noël ».
En 2003, Kelly Clarkson, lauréate de la première édition d'American Idol, a interprété Grown-Up Christmas List dans le cadre de l'émission spéciale de Noël, et la chanson est sortie sur l'album American Idol : Great Holiday Classics, qui a été diffusé pendant la période de Noël de cette année-là.
De nombreuses autres reprises de la chanson existent dont celles de Michael Bublé, Barbra Streisand, Aretha Franklin ou encore Donny Osmond.